# St. Johannis (Kalbsrieth)

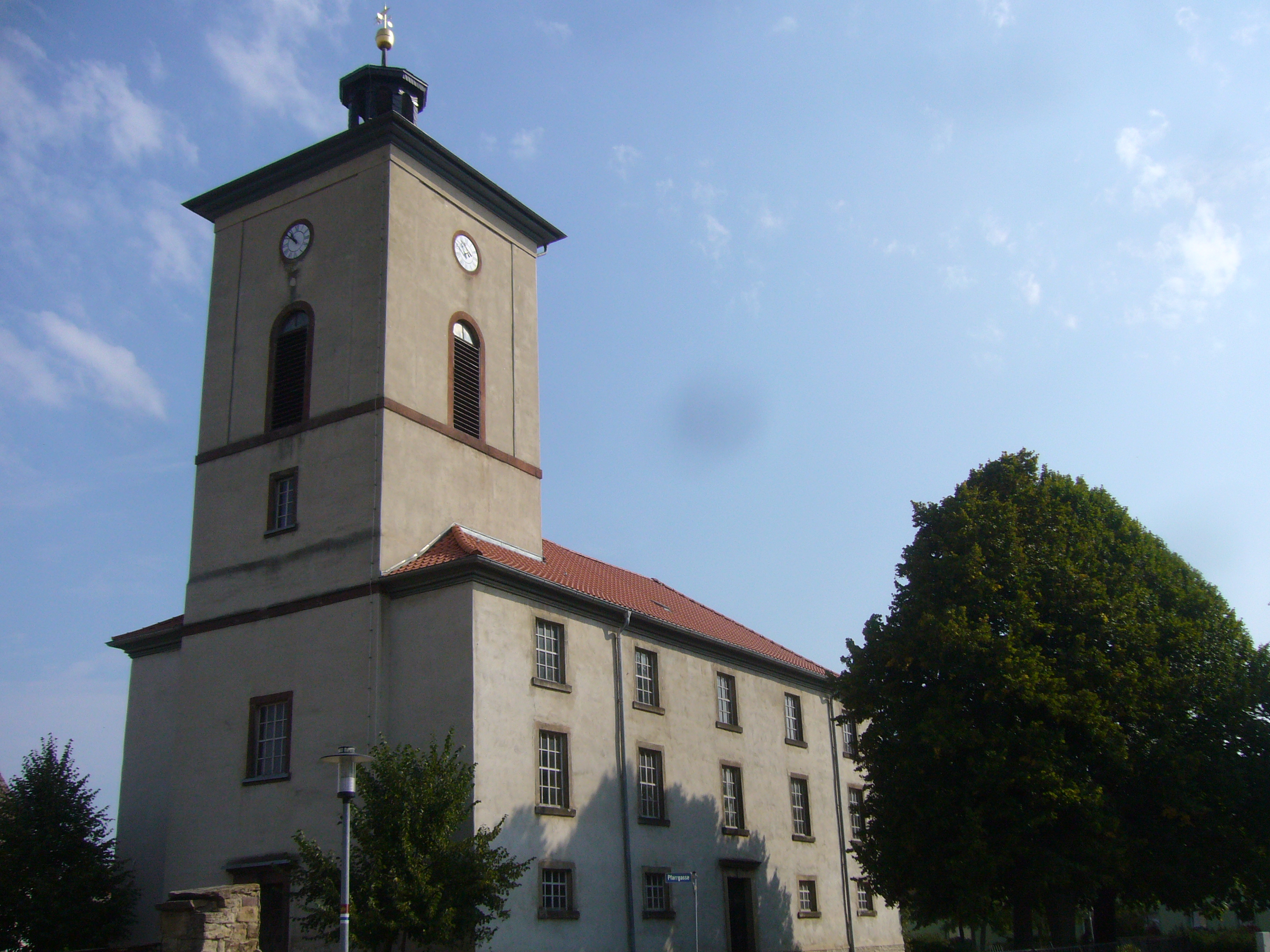
Die Kirche

Die evangelische Dorfkirche St. Johannis steht in der Gemeinde Kalbsrieth im Kyffhäuserkreis in Thüringen.

## Geschichte
Das in den 1830er Jahren errichtete Gotteshaus mit modernem eckigem Antlitz besitzt einen dreiflügeligen spätgotischen goldenen Altar mit prächtiger Fassung und Heiligenfiguren mit goldenen Mänteln gemalt. Er ist gut erhalten, seine Entstehungszeit ist nicht exakt ermittelbar.
Der Taufstein stammt aus der zweiten Hälfte des 18. Jahrhunderts.

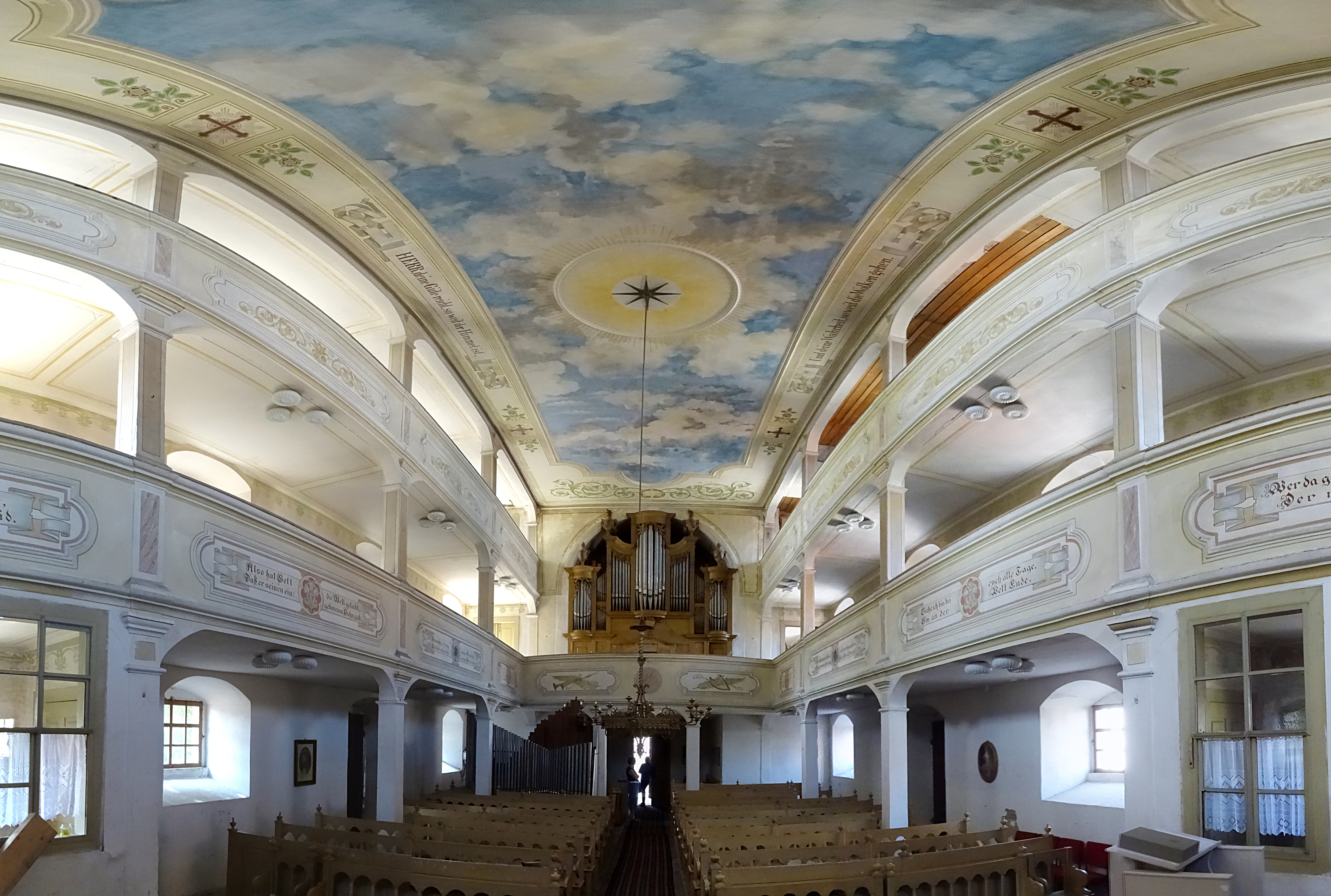
Innenraum-Panorama
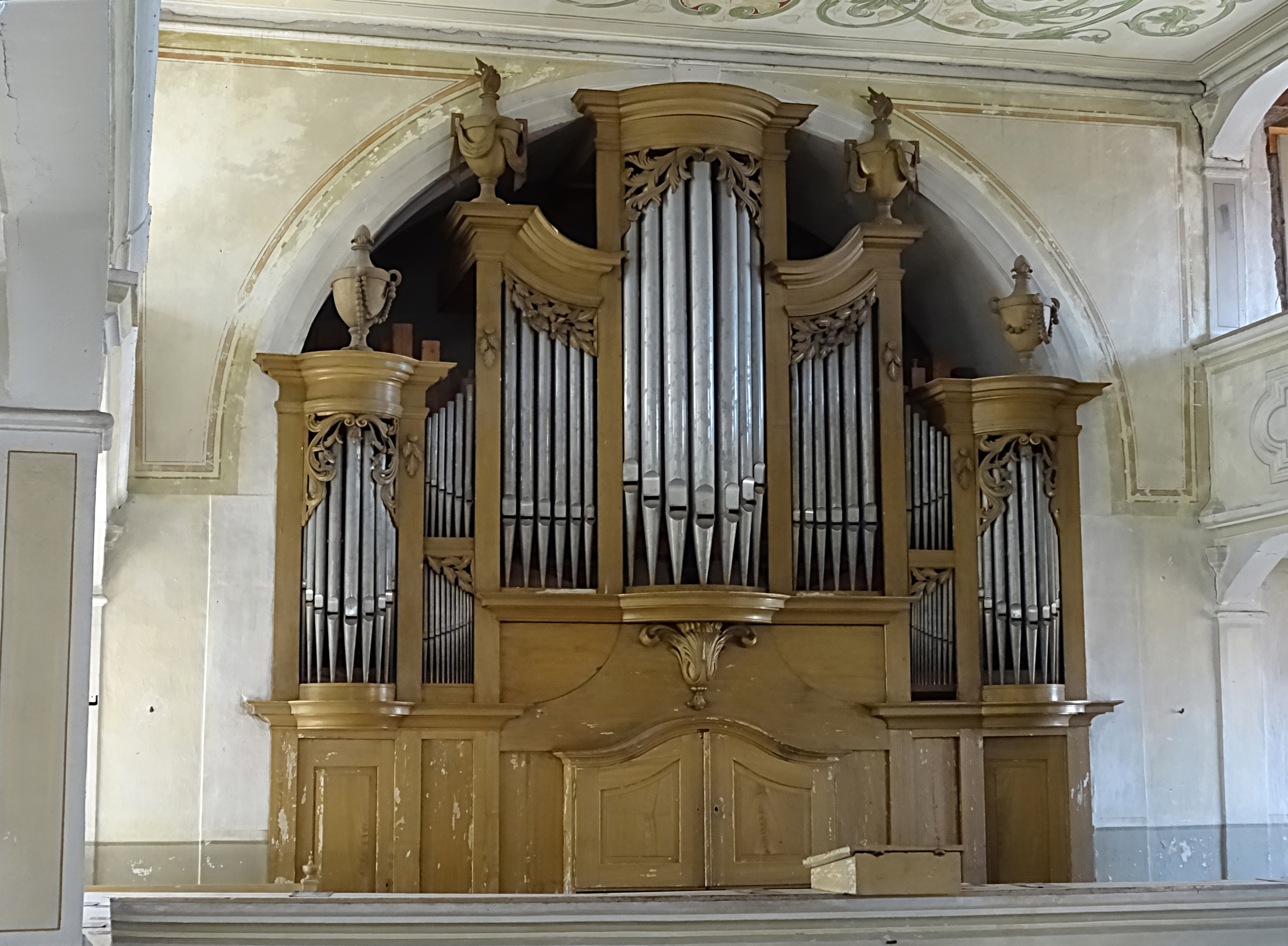
Orgel
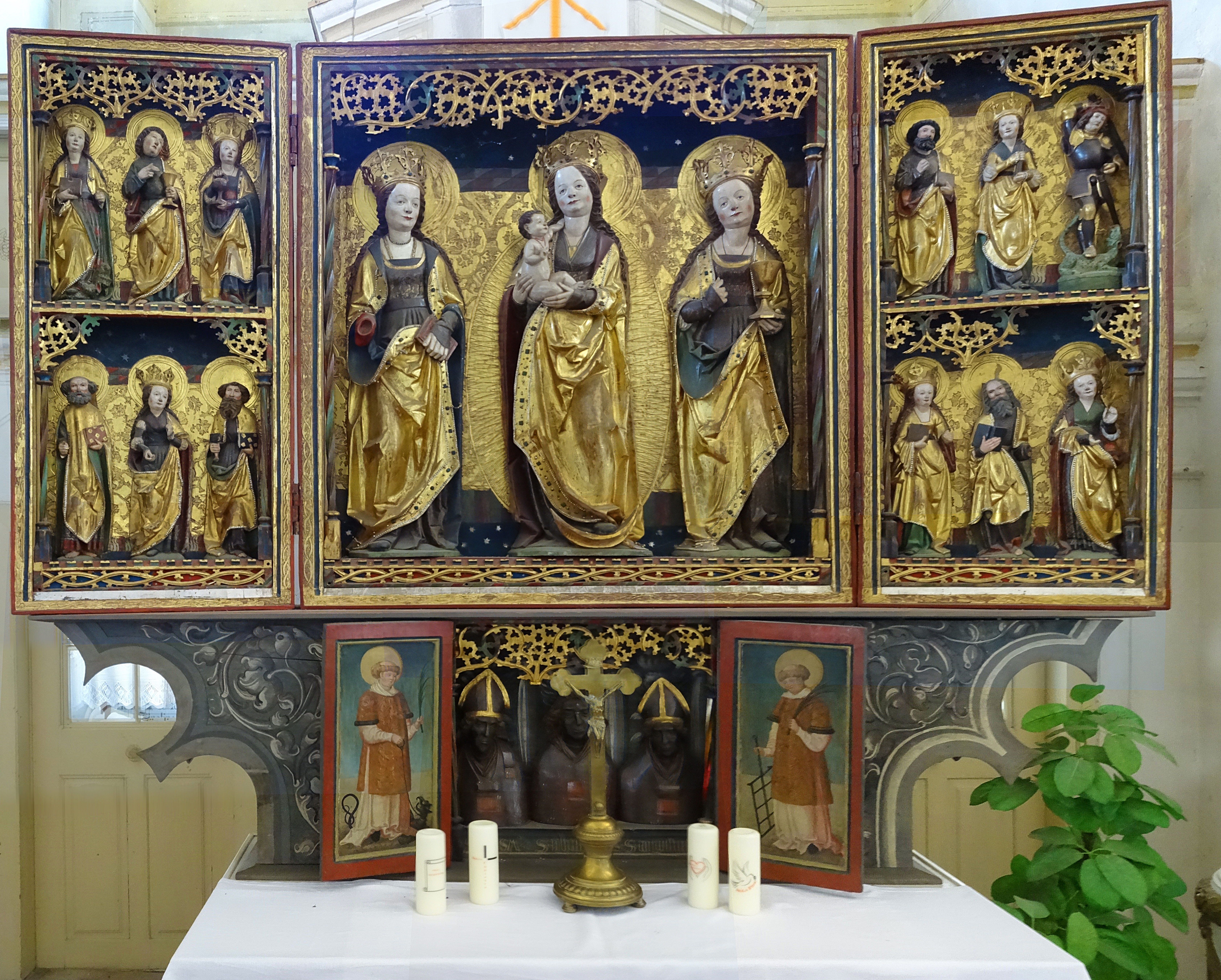
Spätgotischer Flügelaltar aus Saalfelder Werkstatt